# Przędzalnia

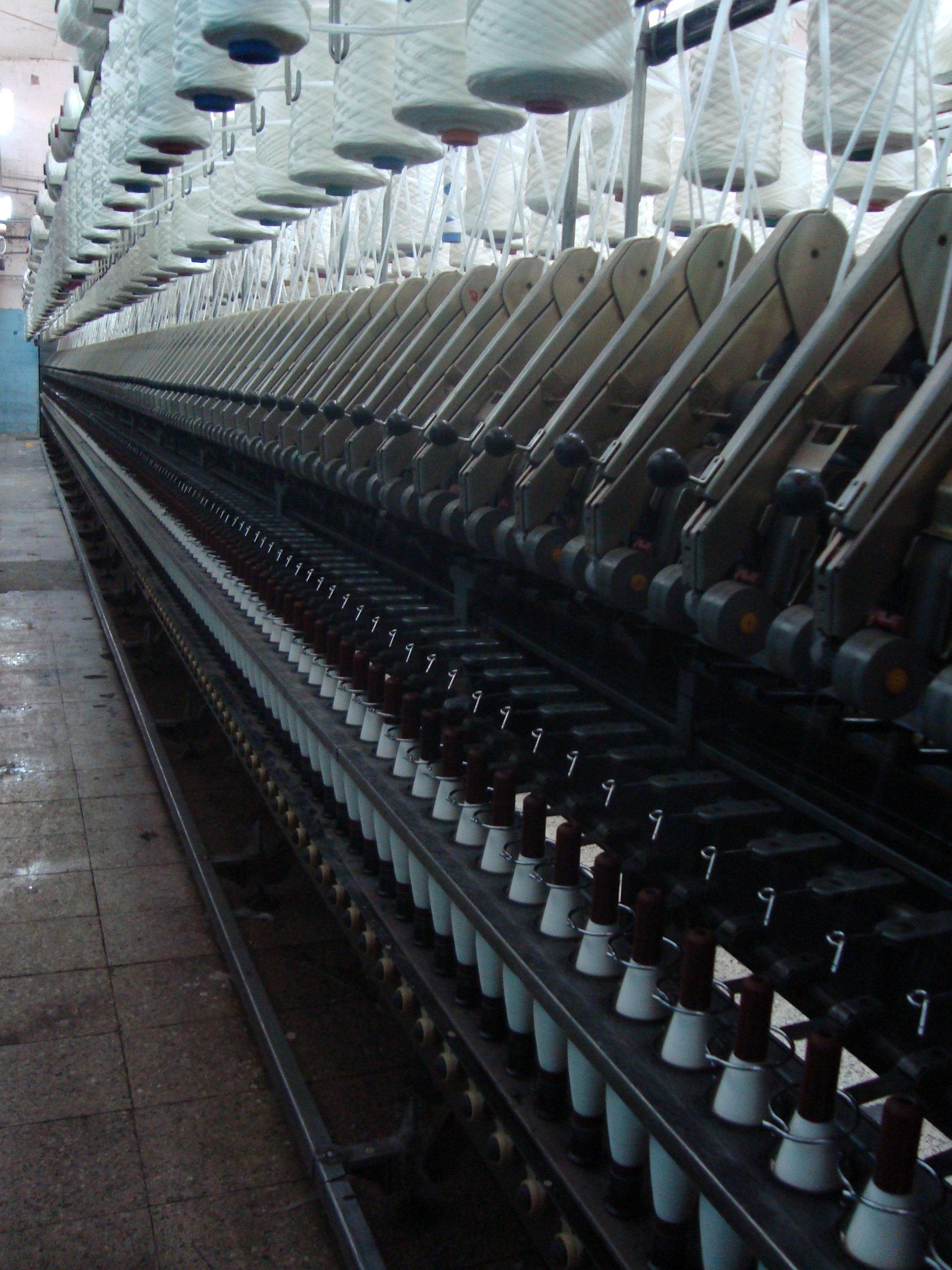
Zespół maszyn przędzalniczych

Przędzalnia – oddział zakładu włókienniczego zajmujący się przetwarzaniem włókna na przędzę. Oddział przędzalni składa się z działów:
- przygotowawczego przędzalni – przygotowanie włókna do przędzenia – czesanie (włókno długie), zgrzeblenie (włókno krótkie), formowanie i wyrównywanie taśm, tworzenie niedoprzędu
- przędzalni właściwej – przetwarzanie niedoprzędu w przędzę (przędzenie), przewijanie przędzy w celu przygotowania jej do procesu wykończenia (bielenie, farbowanie)
- dział kontroli jakości – kontrola i klasyfikacja przędzy
- działu mechanicznego – zaplecze przędzalni z magazynem części zamiennych zapewniające  utrzymanie właściwego stanu technicznego maszyn i urządzeń przędzalni i działu przygotowawczego.

Nazwa przędzalnia odnosi się również do budynków i pomieszczeń oddziału przędzalni.